# برايس هاريس
برايس هاريس (بالإنجليزية: Bryce Harris)‏ هو لاعب كرة قدم أمريكية أمريكي، ولد في 16 يناير 1989 في بيكرسفيلد في الولايات المتحدة.

## وصلات خارجية
- برايس هاريس على موقع مرجع كرة القدم المحترفة.كوم (الإنجليزية)